# بيدرو ليرا
بيدرو ليرا (بالإسبانية: Pedro Lira Rencoret) هو رسام من تشيلي وناقد فني، ولد وتُوفي في العاصمة سانتياغو؛ إذْ عاش بين عامب 1845 م و1912 م. مما هو جدير بالذكر، أنه هو الذي قادت المعارض الذي كان يُنزمها إلى تأسيس متحف تشيلي الوطني للفنون الجميلة، ويشتهر برسوماته الانتقائية التي يصور بها النساء.

## حياته
وُلد بيدرو ليرا لعائلة ثرية، وقد كان والده هو خوسيه سانتوس ليرا كالفو الذي كان وزير محكمة الاستئناف. وقد تلقى تعليمه الأساسي في مؤسسة خوسيه ميغيل كاريرا الوطنية العامة. متابعاً دراسته في مجال الفن، فقد التحق بيدرو ليرا في معهد الرسم Academia de Pintura الذي كان تحت إدارة الرسام البارز الإيطالي أليخاندرو سيكاريلي، وهو من المدرسة التراثية الحديثة.

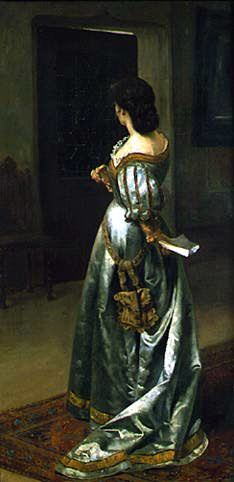
رسالة الحب

في 1862 م، وجد بيدرو له مكاناً في ورشة أنتونيو سميث، بينما كان يَدرسُ القانون في جامعة تشيلي. وقد تخرج في جامعته عام 1867 م، ولكنه ترك مخططاته من أجل مهنة قانونية، وذلك حتى يُتابع مسيرته في الرسم بدلا عن ذلك.
وفي 1872 م، فاز بيدرو بوسام (ميدالية) وذلك في مسابقة عُقدت بمناسبة الاحتفال بتأسيس سوق وسط سانتياغو (Mercado Central de Santiago)، تلك المسابقة كانت من تنظيم بنيامين بوكونيا ماكينا.
متشجعاً بذلك، فقد استطاع الحصول على منحة إلى أوروبا، حيث ذهب هناك مع زوجته وبرفقة صديقه ألبيرتو اوريغو لوكو والذي أصبح لاحقاً صهره. وما أن وصل باريس حتى وجد نفسه في معمعة بين اتجاهين فنيين هما الرومانسية والكلاسيكية الحديثة، ولكنه لم ينتحي بجانب أي اتجاه. وبعد تفكير فقد قرر أن يكون إلي دالونيه أستاذه.
وقد عاش بيدرو في فرنسا من 1873 م إلى 1884 م، وقد تأثر بديلاكروا؛ إذ أعاد رسم العديد من لوحاته. بعد ذلك، فقد حصل على «ذكر شرفي» في صالون؛ حيث لم يكن يحظى فنانو أمريكا اللاتينية إلا بقليل من الاعتراف. وعلى الرغم من النجاح الذي حققه فقد قرر العودة لتشيلي، حيث بدا الوقت ملائما لبيئة فنية مقارنة بتلك التي في مدينة باريس في فرنسا.

### نشاطاته في تشيلي
بعد رجوعه إلى تشيلي من باريس بقترة قصيرة، نظم بيدرو أو معرض فني وقد جعله خاصا لأعمال الفنانيين من تشيلي. وبالتشارك مع النحات خوسيه ميغيل بلانكو فقد أنشأ اتحاد الفنانين "Unión Artística ، وهي منظمة كانت تهدف إلى ترويج المعارض الخاصة بفناني تشيلي وتأسيس المتحف الوطني في البلاد، والذي كان في الطابق الثاني من مبنى مبني الكونغرس. كذلك فقد أسس صالونا مماثلا لذلك الذي في باريس، كما ساعد على إنشاء متحف في كوينتا نورمال والذي بقيت تقام فيه المعارض حتى 1910 م.
في عام 1892 م، عُين ليكون مديرا لمدرسة الفنون الجميلة Escuela de Bellas Artes
وهو المنصب الذي شغله حتى وفاته. آنذاك كان هو مسؤولا عن الفنانين الواعدين. وقد كان من أبرز الفنانين الذين رعاهم بابلو بارتشارد وبيدرو ريسزكا مورايو وثيليا كاسترو والتي أصبحت أول فنانة أنثى بارزة بين الفنانين. كذلك فقد جمع بيدرو أول قاموس عن الفنانين التشيليين. كما ترجم كتاب إيبوليت تين فلسفة الفن كما أستخدمت عدة رسمات له على النقود في تشيلي.

## من لوحاته

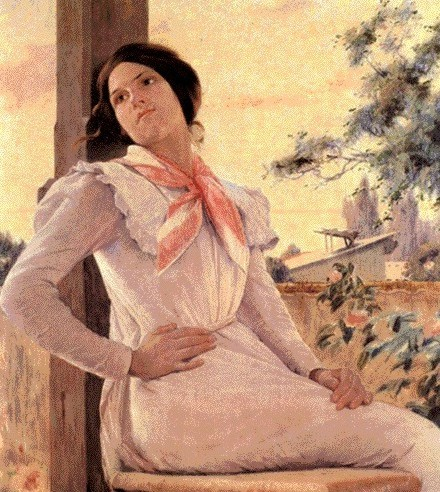
في الشرفة.
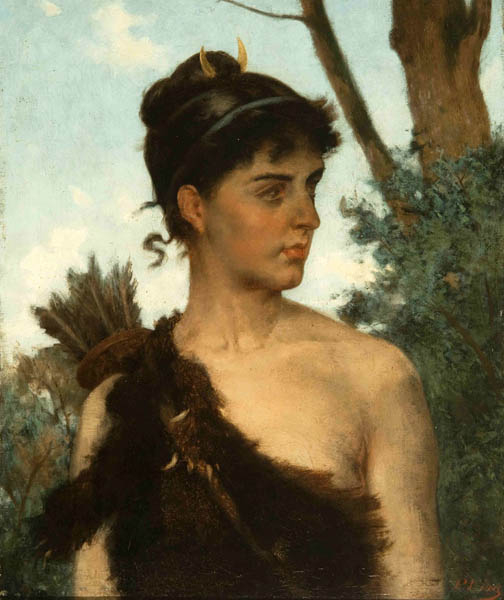
[[Diana (mythology)|ديانا الصائدة
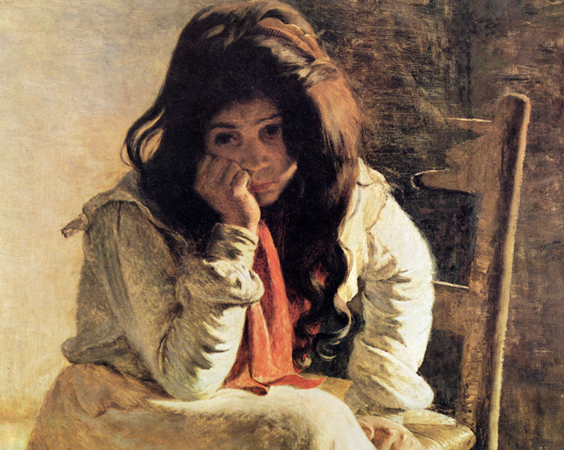
امرأة من الناس
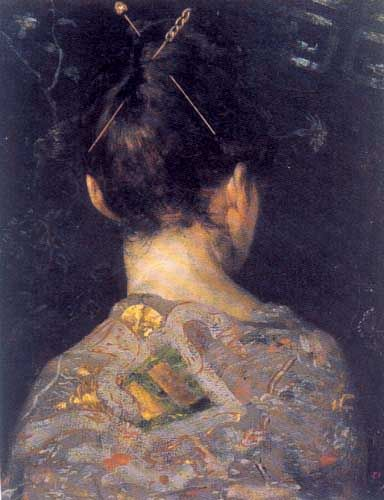
امرأة بدبابيس شعر
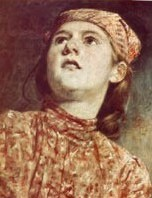
إمرأة غجرية

## وصلات خارجية
- Pedro Lira @ Artistas Plásticos Chilenos
- 500 Peso banknote, with reverse image after Pedro Lira, بنك تشيلي المركزي
- Biographical Dictionary of Painters, complete text online @ Memoria Chilena